# RetroShare
RetroShare — свободное кроссплатформенное программное обеспечение для бессерверного обмена письмами, мгновенными сообщениями и файлами с помощью шифрованной F2F-/P2P-сети, построенной на основе алгоритмов GPG.
Криптоплатформа RetroShare относится к классу darknet-сетей, топология которых подразумевает осуществление соединений и обмен данными лишь с определёнными участниками сети и исключает как внешние контакты, так и непосредственные контакты с другими участниками, не входящими в окружение пользователя. IP-адреса участников криптосети недоступны друг другу, за исключением ограниченного круга участников. Для передачи данных используется собственный протокол передачи, где элементом адресации пакета является не IP-адрес, а 128-битное случайное число — анонимный идентификатор. За пределами личного окружения установить IP-адреса участников принципиально невозможно, в связи с чем даже простой подсчёт количества участников тёмной сети представляет собой нетривиальную задачу. Любая файлообменная и коммуникационная деятельность анонимна, в том числе если обмен пакетами ведётся с участником из ближнего окружения. В связи с применением сквозного шифрования данных промежуточные узлы не имеют возможности определить характер и содержание передаваемого трафика. Все соединения с удалёнными участниками (пирами), не входящими в ближнее окружение, осуществляются посредством одной или нескольких независимых цепочек анонимных туннелей, прокладываемых между узлами сети. Соединение между участниками устанавливается путём обмена GPG-сертификатами, содержащими 2048-, 3072- или 4096-битный публичный ключ. Указанная топология сети вкупе с сильным шифрованием обеспечивает децентрализацию и анонимизацию обмена данными между участниками.

## Аутентификация и соединение

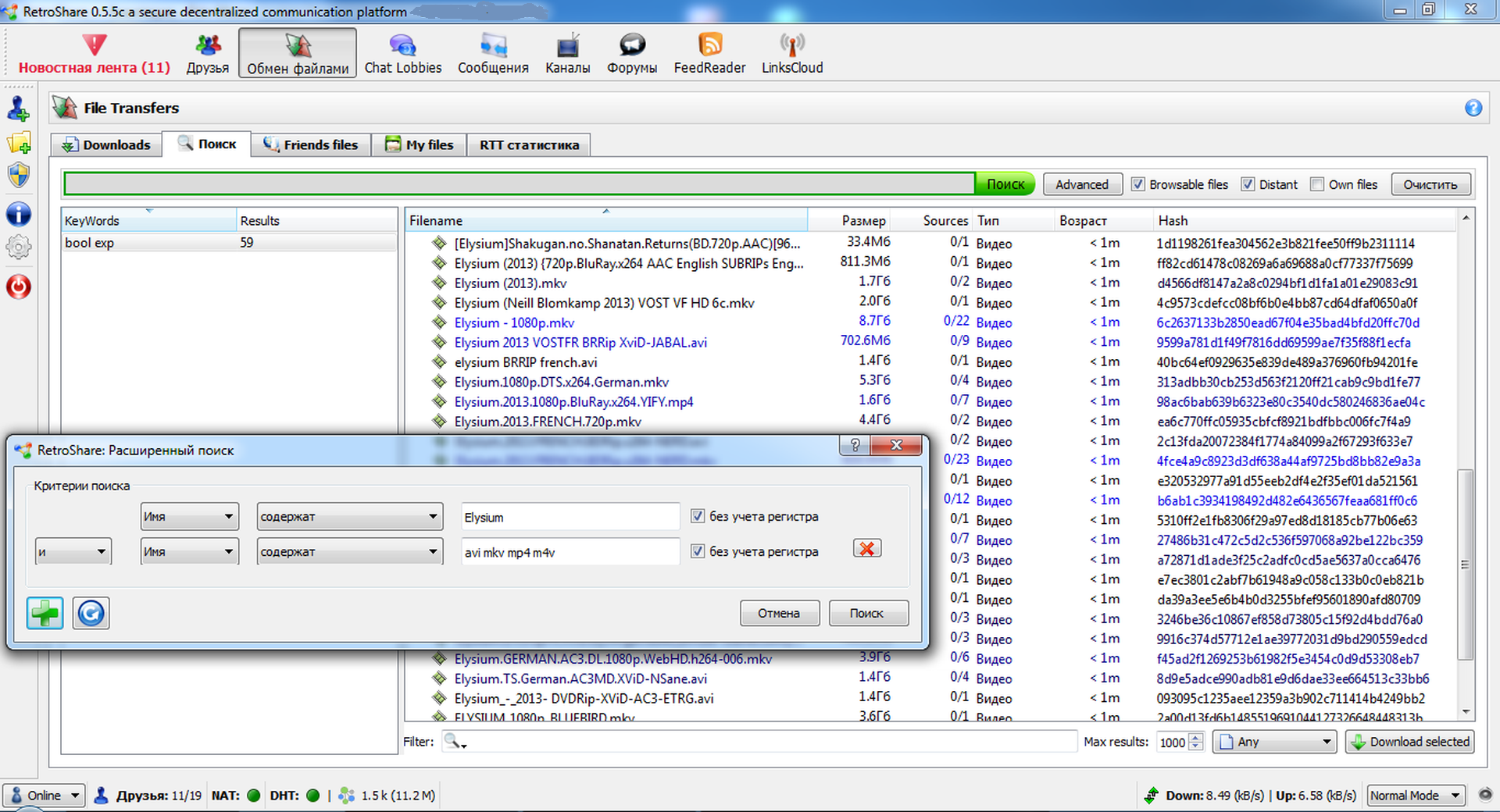
Поиск в сети RetroShare

После установки пользователь или генерирует пару GPG-ключей с помощью RetroShare, или выбирает существующую. После проверки подлинности и обмена асимметричным ключом устанавливается шифрованное соединение. Для шифрования используется OpenSSL.
В RetroShare все узлы по отношению к пользователю делятся на три класса:
1. доверенное окружение;
2. ближнее окружение;
3. удалённые пользователи.

В доверенное окружение входят сетевые узлы, с которыми пользователь осуществил обмен личным сертификатом. Термин «доверенный» не подразумевает и не требует личного доверия пользователя к тому или иному узлу , так как IP-адреса не используются непосредственно в файлообменной или коммуникационной деятельности и, следовательно, не являются деанонимизирующим фактором. Совокупность доверенных окружений физически формирует многочисленные каналы передачи информации между двумя произвольными пользователями сети. Ближнее окружение включает в себя доверенное окружение, а также доверенные окружения каждого доверенного участника, что составляет 2 сетевых «скачка». Ближним окружением ограничивается прямая видимость участников тёмной сети. Ближнее окружение — это своего рода «горизонт видимости» в RetroShare. Пользователи, находящиеся за пределами ближнего окружения, входят в группу удалённых узлов. Система анонимного туннелирования (GXS — General eXchange System) позволяет осуществлять обмен данными с такими узлами, но произвольный участник сети не может указать ни их количества, ни каких бы то ни было характеристик, им присущих.

## Файлообмен
Определённым группам либо сразу всему доверенному окружению можно открывать доступ к папкам для скачивания. Также можно включить анонимный доступ к файлам в папке. В этом случае файлы могут быть найдены только через поиск, а скачивающий не будет иметь информации об источнике информации. Доступ настраивается для каждой папки отдельно.
Передача файлов идёт сегментированно через несколько точек (multi-hop swarming). Данные передаются по цепочке узлов; путь от отправителя до конечного получателя конкретного сегмента может идти через несколько участников. Функция анонимного поиска по нескольким точкам (multi-hop search) является ещё одним способом находить файлы по сети.

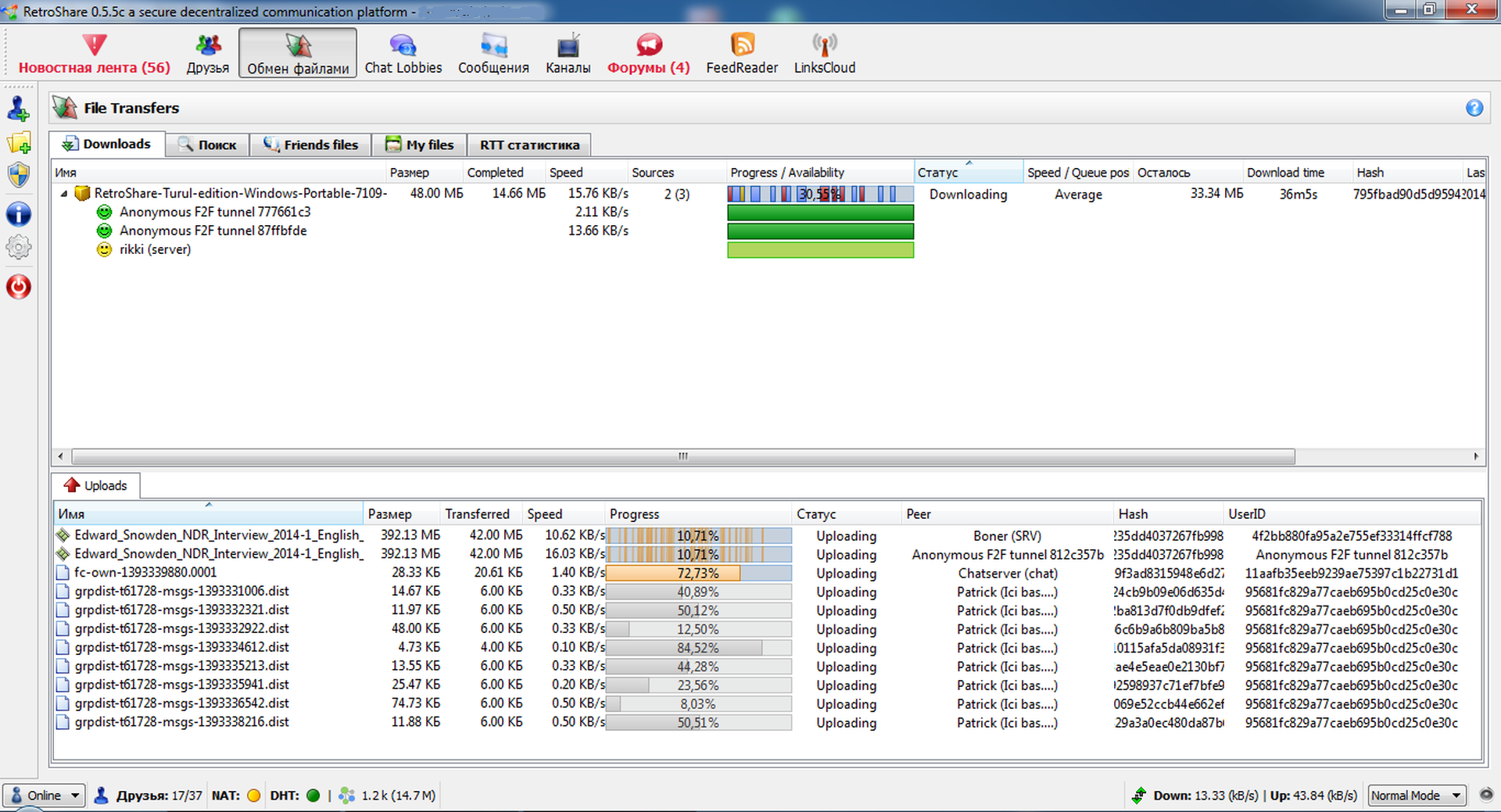
Приём файла в RetroShare

Файлы представляются в виде своих SHA1-хэшей. HTTP-совместимые ссылки на них могут экспортироваться, копироваться и вставляться из/в RetroShare, чтобы опубликовать их виртуальное расположение в сети.

## Обмен сообщениями и связь
RetroShare предоставляет несколько подходов к обмену сообщениями. Каждый из подходов имеет свои особенности и реализует строго определённую целевую функцию. Объединяющим фактором для всех вариантов коммуникаций является то, что все входящие и исходящие сообщения шифруются и несанкционированный доступ к ним затруднителен, если вообще возможен.

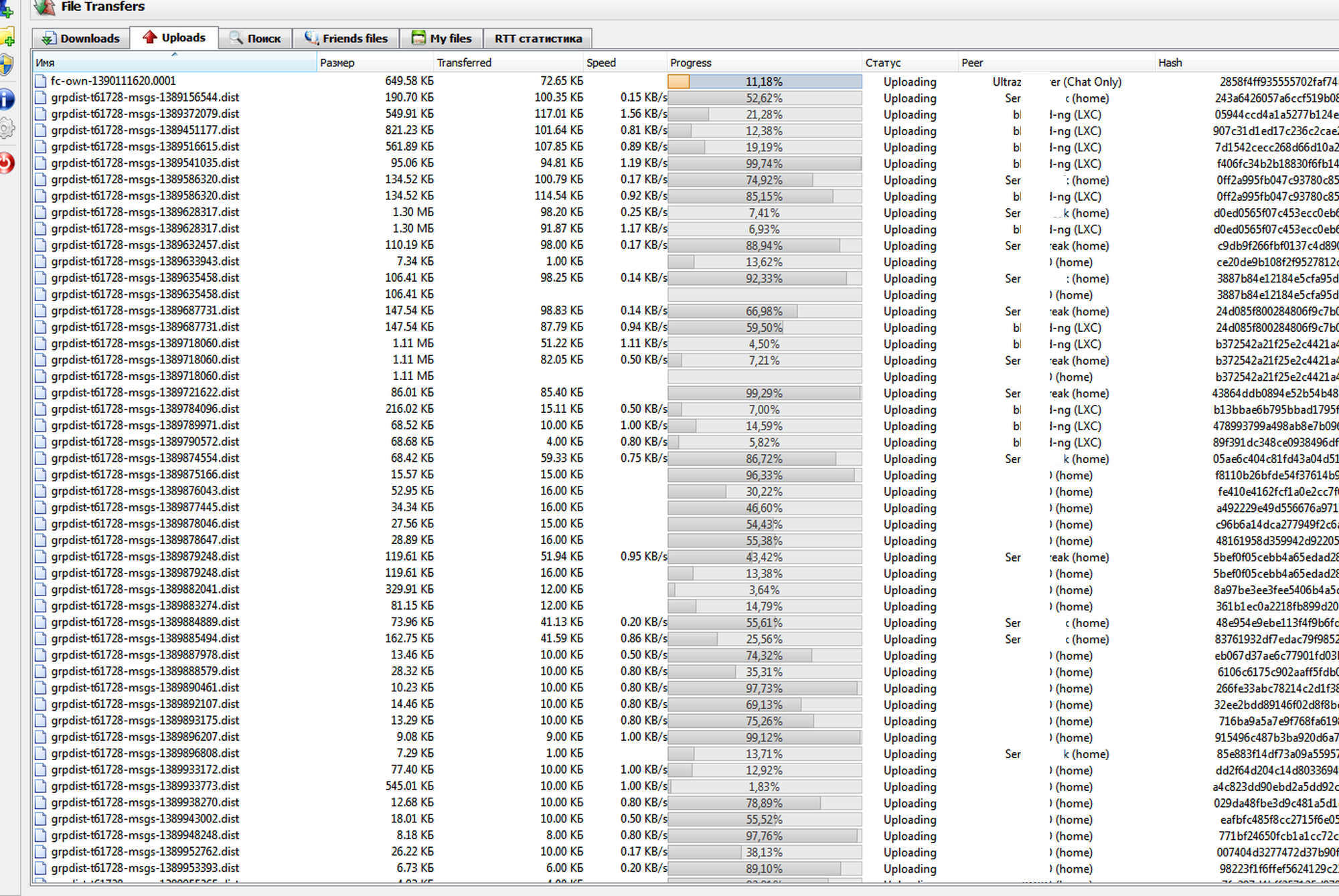
Отдача контента новым доверенным пирам в RetoShare

### Прямой приватный чат с одним из участников
Возможен в том случае, если с участником сети произведён обмен сертификатами и установлено прямое соединение. Используется при необходимости переговоров tête-à-tête с участником тёмной сети. Статус чата: шифрованный, псевдонимный. IP-адреса участников доступны друг другу.
Чат инициализируется выбором пункта «Чат» в контекстном меню контакта во вкладке «Сеть».

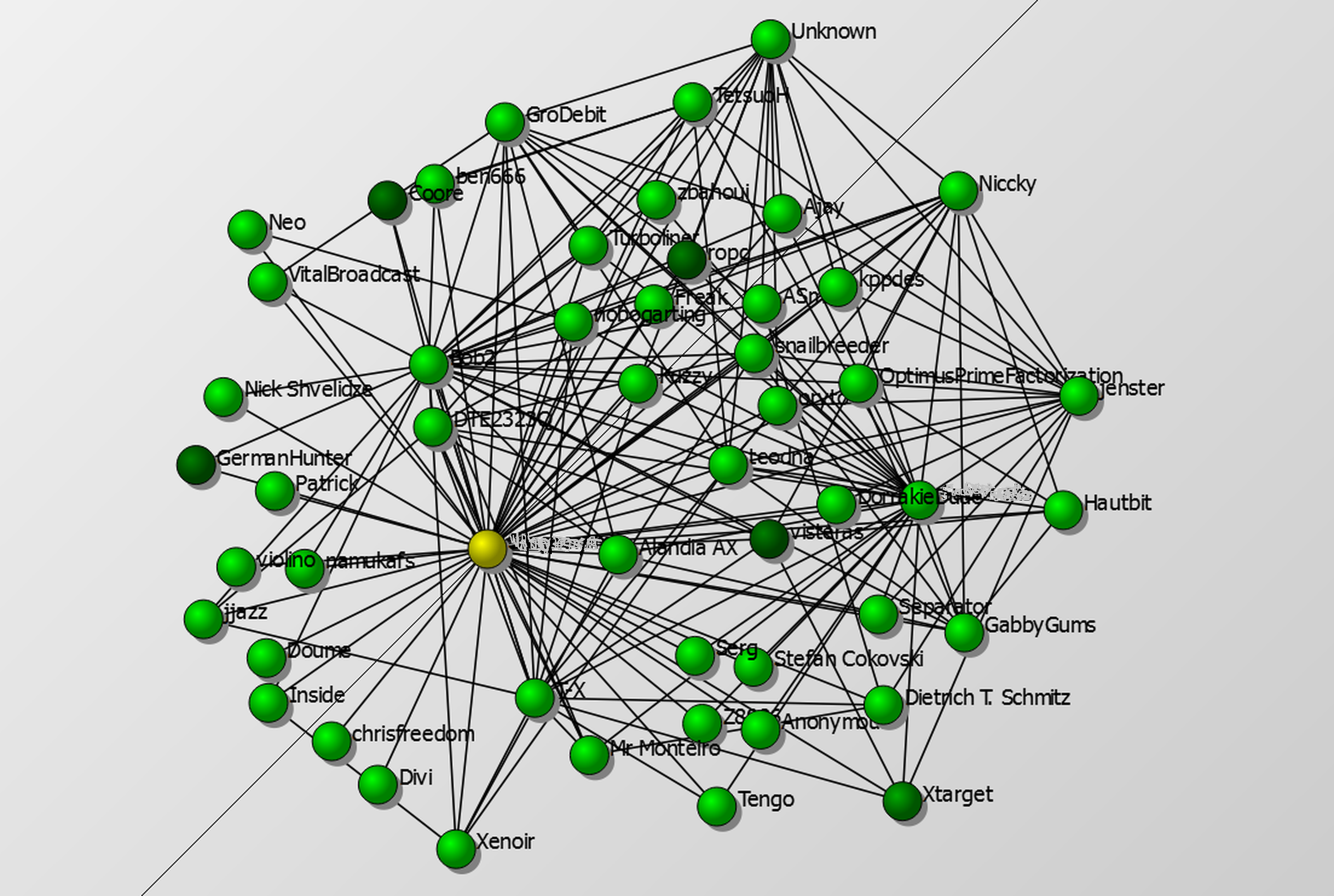
Доверенное окружение в криптоплатформе RetroShare

### Прямой широковещательный чат со всеми соединёнными узлами
Обеспечивает простой доступ к рассылке сообщений всем подключённым в данный момент узлам. Сообщения, посылаемые в сеть, являются широковещательными, то есть их получат все подключённые узлы — доверенное окружение. Другие пользователи криптоплатформы RetroShare их увидеть и прочитать не смогут.
Из особенностей построения сети и замысла прямого широковещательного чата следует одна очевидная особенность. Так как у каждого пользователя криптоплатформы свой собственный круг контактов и во многих случаях эти круги некоррелированы, то есть общих контактов может быть не так много, то видимые в широковещательном чате сообщения могут быть вне контекста обсуждения и порой приводить пользователя в недоумение. Иначе говоря, пусть пользователь «П1» имеет окружение «О1», пользователь «П2» имеет окружение «О2». Общими для обоих пользователей является лишь один доверенный участник — «П3». Если пользователи П1 и П2 одновременно инициируют два широковещательных чата, то лишь пользователь П3 будет видеть сообщения обоих кругов, понимать о чём идёт речь, а значит, полноценно поддерживать беседу. Но в этом случае его собственные сообщения могут быть не понятны, вырваны из контекста, для одной из групп в зависимости от того, к которой из них он обращается.
Столь обширное объяснение особенностей широковещательного чата призвано пояснить, что пользоваться им следует дозированно и в строго определённых случаях, например, когда требуется сделать какое-то срочное глобальное объявление. Использовать же данный вид коммуникаций для длительного общения на второстепенные темы воспитанный пользователь RetroShare не будет.
Чат инициируется во вкладке «Широковещательный чат» (Broadcast) базового раздела «Сеть».

### Удалённый приватный чат с одним из пользователей сети
Очень ценный и уникальный для darknet-сетей способ общения, позволяющий приватно связаться с лицом из ближнего круга, не являющимся в настоящее время доверенным. Участниками из ближнего круга называются пользователи, имеющиеся в списке под названием «Массив ключей» базового раздела «Сеть».
Чат полезен в случае, если требуется наладить временный приватный контакт с человеком или произвести обмен сертификатами, когда передача сертификатов через общие чат-комнаты нежелательна. Удалённый контакт реализуется через систему анонимных туннелей и возможен лишь в том случае, когда оба участника уже вошли в криптосеть RetroShare.

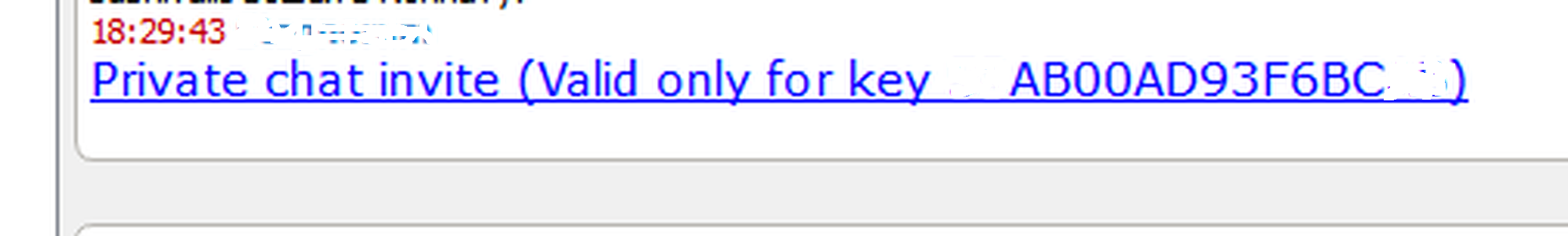
Приглашение в приватный удалённый чат RetroShare

Установление удалённого приватного контакта осуществляется через «Параметры → Чат → Удалённый чат (Distant chat)». В контекстном меню выбирается позиция «Create a chat invitation» (Создать приглашение в чат) и указывается один из контактов окружения. В качестве дополнительного параметра удалённого чата можно указать время действия сессионного ключа. После выполнения процедуры можно скопировать приглашение в общий чат.
Воспользоваться данным приглашением может лишь тот участник сети, ID которого указан в ссылке. Статус установленного соединения: приватный, анонимный, шифрованный.

### Почтовая служба RetroShare
Наиболее мощный и ценный сервис криптоплатформы RetroShare, так как его функциональность аналогична широко известным сервисам доставки электронной почты в открытых сетях. Однако имеются и существенные различия.

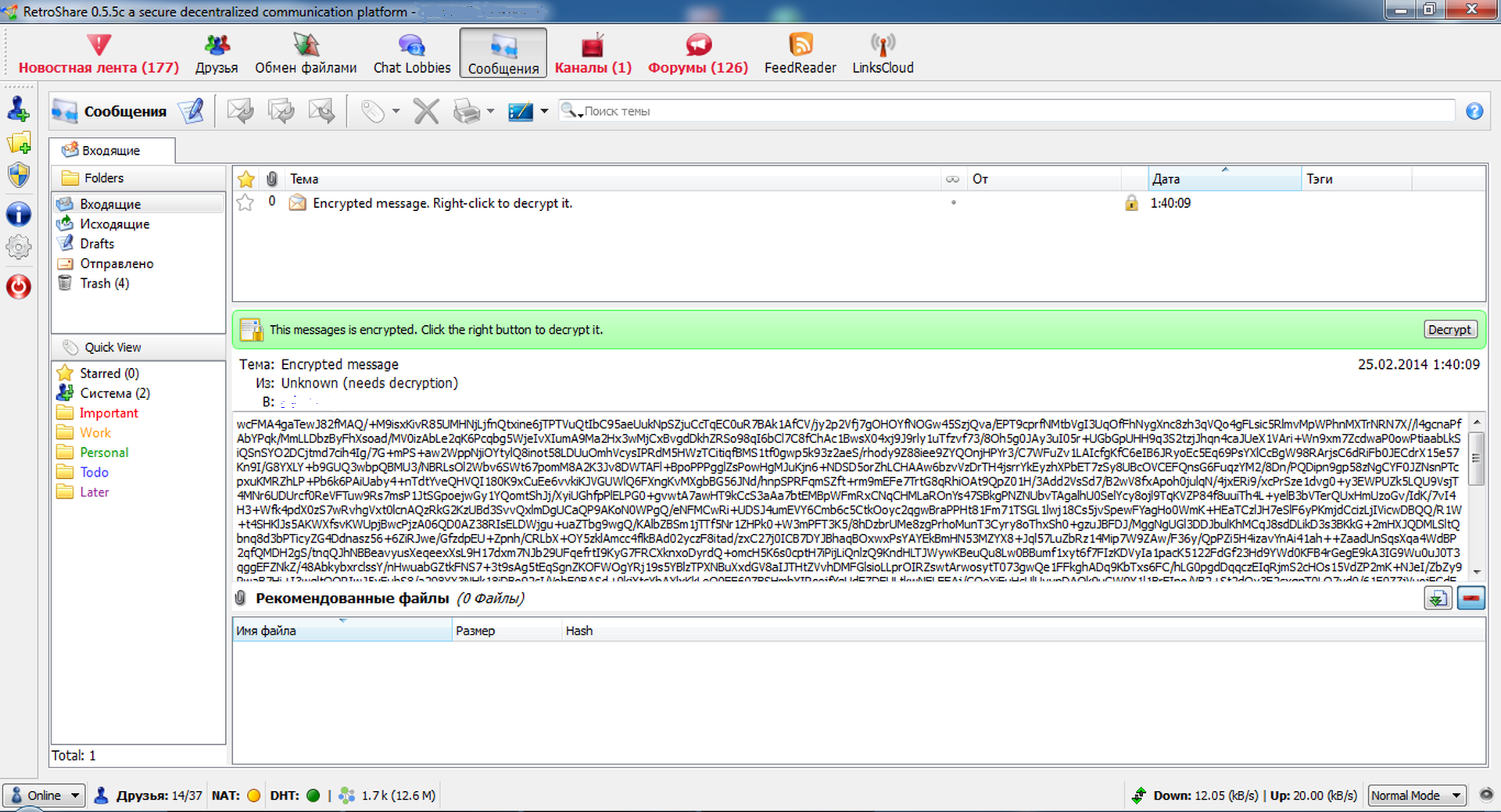
Почта RetroShare

Криптопочта RetroShare отличается от известных сервисов следующим:
- Бессерверная служба; вся исходящая и входящая почта хранится только на локальных компьютерах участников обмена и только в шифрованном виде.
- При отсутствии в сети пользователя-получателя сообщения никакие промежуточные серверы-хранилища не используются, а сообщение будет доставлено тогда, когда нужный пользователь войдёт в сеть.
- Псевдонимный сервис; IP источника получателю неизвестен, отображается лишь ID и псевдоним; передача данных ведётся посредством анонимных туннелей, а значит, третьему лицу за обозримое время невозможно не только раскрыть содержимое передаваемой информации, но и связать источник письма с его получателем.
- Отсылка почтовых сообщений возможна лишь участникам из ближнего окружения; спам исключается естественным образом, благодаря невозможности рассылки писем участникам вне ближнего круга.
- Отсутствуют ограничения на объём прикрепляемых к письму файлов.

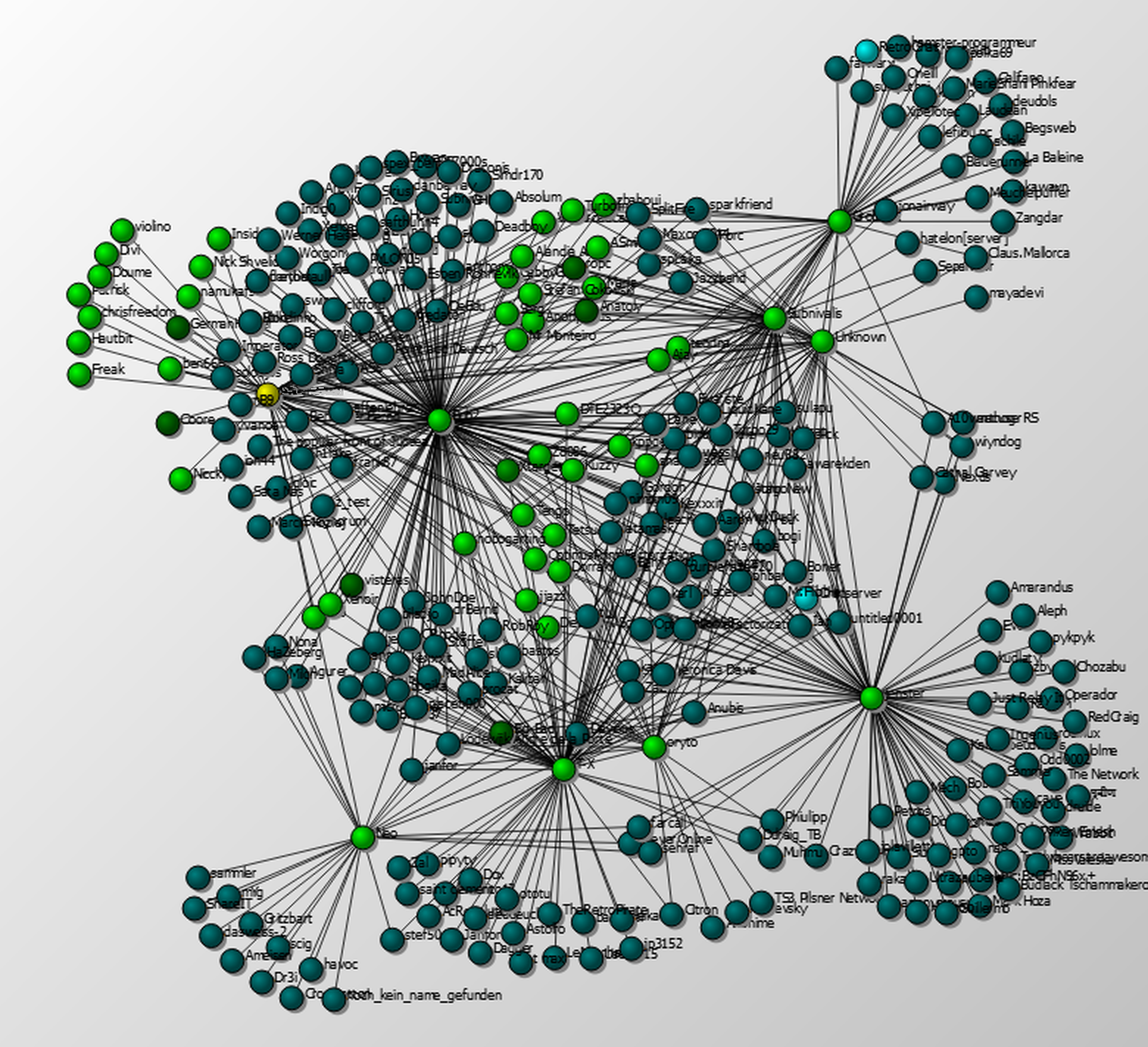
Ближнее окружение в криптоплатформе RetroShare

### Публичные чат-комнаты
Самый простой и широко используемый способ общения в сети RetroShare, дающий анонимность, динамичность, быстроту соединения и не требующий заметных познаний в топологии и особенностях работы RetroShare. Для вхождения в публичные чаты достаточно обменяться сертификатом с роботом по одному из адресов:

https://retroshare.rocks/copyleft/key_add.php?lang=ru (недоступная+ссылка);

https://retroshare.rocks/kopimi/key_add.php?lang=ru (недоступная+ссылка);

https://web.archive.org/web/20160304083201/https://retrochat.piratenpartei.at/key_add.php?lang=ru.

Взаимный обмен сертификатами с одним или обоими роботами лишь позволяет быстро загрузить основные публичные чаты и не даёт возможности пользоваться ресурсами сети. Это значит, что вы не сможете производить поиск и просмотр контента в криптосети RetroShare. Для этого пользователь должен найти как минимум одного участника сети, готового осуществить взаимный обмен сертификатами.
В целях безопасности роботы по указанным адресам деактивируют доверие к сертификату пользователя через 30 суток после подписания. Предполагается, что за это время потенциальный участник сети обменялся сертификатами с несколькими действительными участниками, тем самым установив взаимное доверие и осуществив подключение к криптосети. Как только пользователь подключился к сети необходимость подключения к указанным выше чат-серверам отпадает и весь обмен данными ведётся децентрализованно.
Публичные чаты не модерируются и не цензурируются. Это значит, что там отсутствует администрация в той или иной форме, а также возможность наложения запрета на доступ к чат-комнате — бана. Для защиты от спама имеется возможность на уровне клиента установить так называемый «немой режим» (mute) для нарушителя. В результате клиент будет игнорировать сообщения от одного или нескольких пользователей чата, занимающихся рассылкой спама.
Практика применения публичных чатов сети RetroShare показывает, что для установления подлинной анонимности в публичных чат-комнатах желательно, чтобы псевдоним в чате отличался от псевдонима, указанного в GPG-сертификате пользователя. В этом случае недоброжелатель будет неспособен сопоставить псевдоним, используемый в чате, с сертификатом конкретного пользователя.

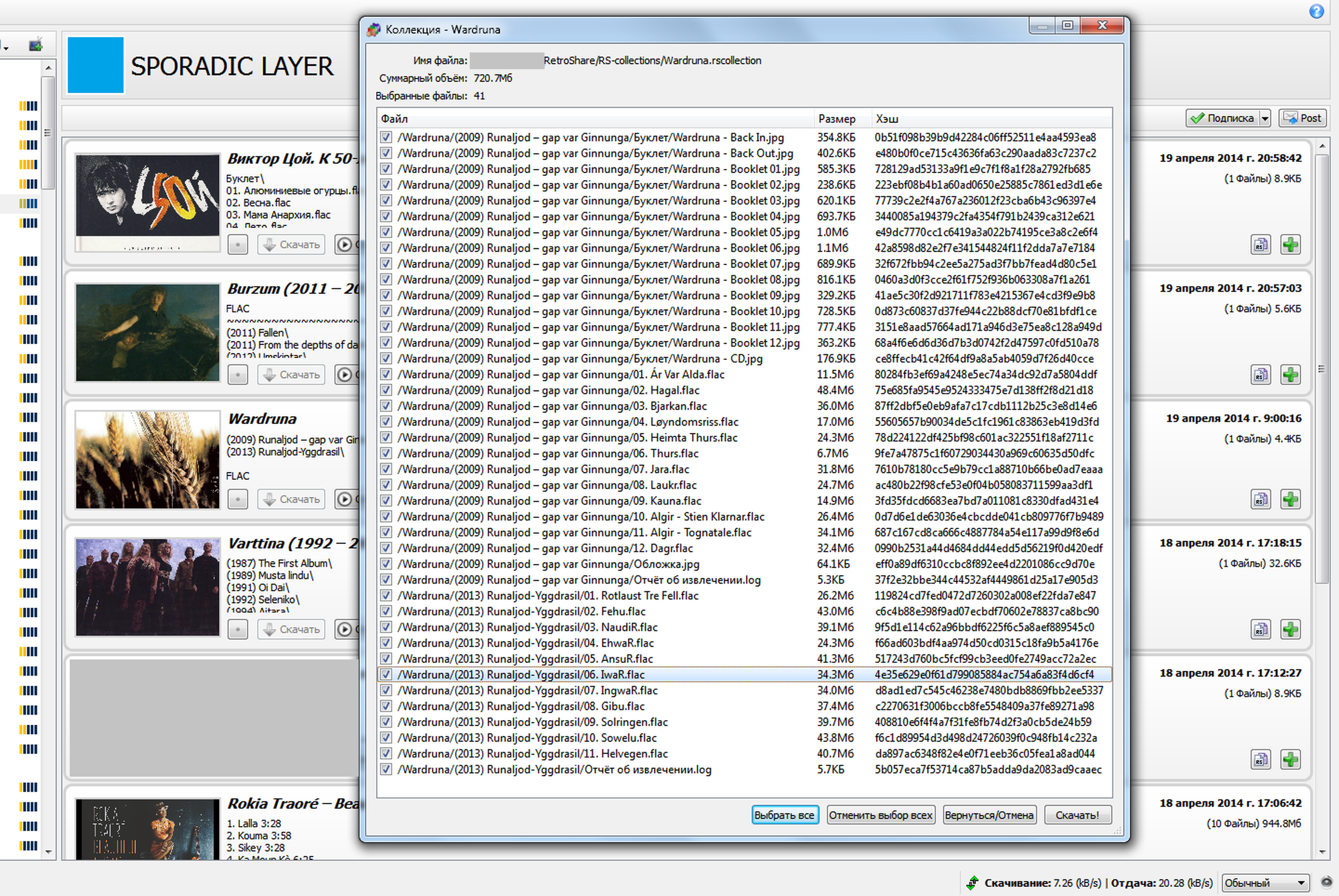
Управление коллекцией в RetroShare

### Приватные чат-комнаты
Аналогичны по своему замыслу публичным чатам за исключением следующего:
- заходить в приватную чат-комнату можно лишь тем пользователям, которые получили приглашение от одного действительного участника данного чата;
- имена приватных чат-комнат невидимы никому, за исключением участников приватного чата.

Приватные чаты полезны при обсуждении каких-либо важных тем со строго ограниченным кругом лиц.

### VoIP-коммуникатор
Коммуникатор, обеспечивающий голосовую связь между двумя участниками криптоплатформы RetroShare и реализованный в виде отдельного плагина.
Перед применением VoIP-плагина рекомендуется запустить мастер настройки звука, который определит величину динамического диапазона голоса и установит некоторые базовые опции.

## Форумы

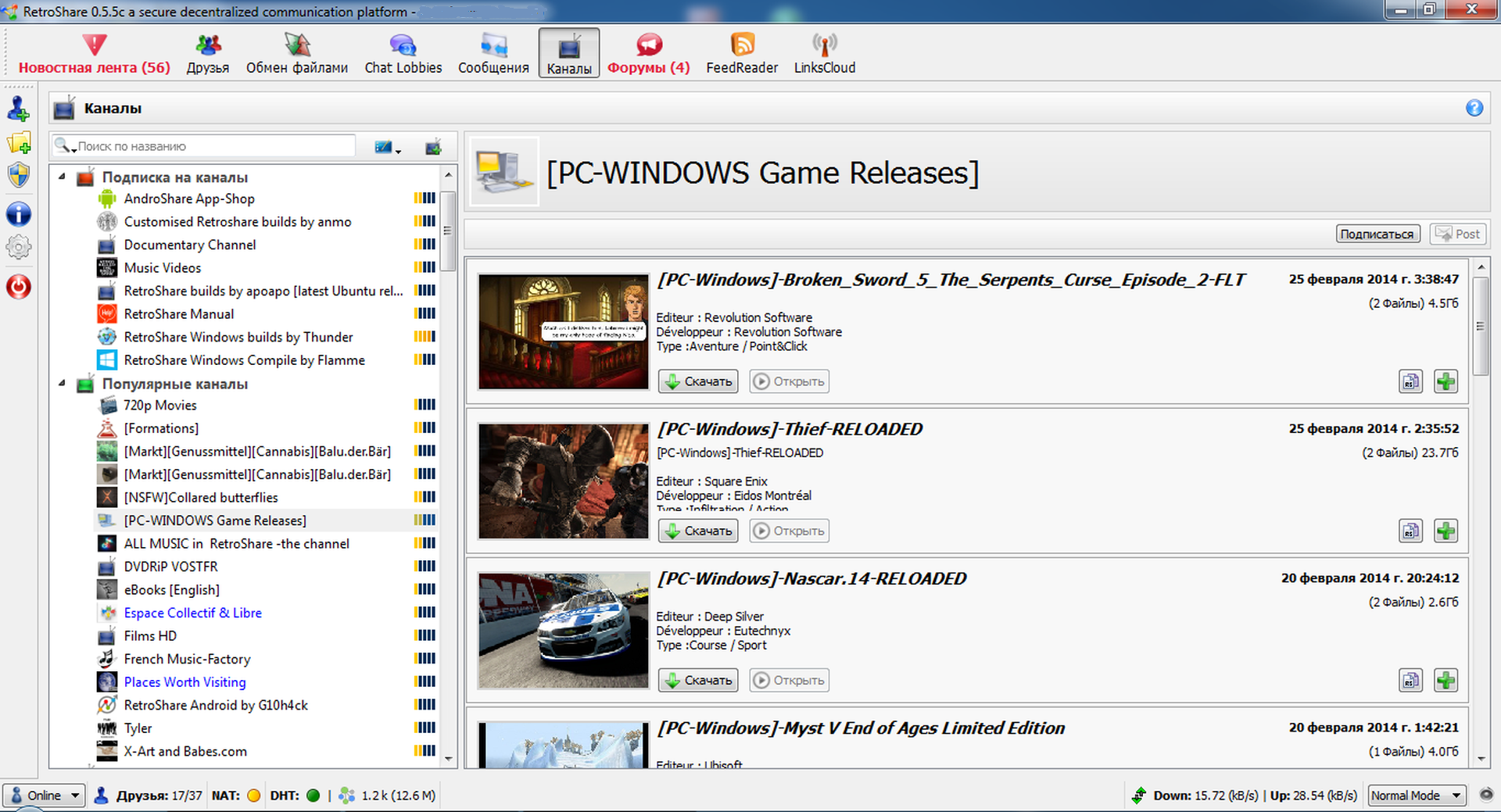
Каналы RetroShare

В криптоплатформе RetroShare реализована система форумов, разрешающая как анонимные, так и аутентифицированные сообщения. Система форумов также используется для обмена сообщениями между друзьями.

## Каналы
Система каналов объявлений позволяет автоматически загружать файлы размещённые на конкретном канале каждому подписанному клиенту. Реализация, сущность, цели и задачи каналов RetroShare аналогичны торрент-порталам, где делаются объявления нового контента для скачивания. Ключевое отличие названных подходов состоит в том, что участник криптоплатформы является владельцем собственного канала и по умолчанию публикации в нём разрешены только создателю канала. Создатель канала имеет возможность делегировать права на публикацию контента произвольному количеству доверенных участников. Публикации на каналах объявлений всегда анонимны; извлечение информации о псевдониме пользователя, владеющего каналом, в программе не предусмотрена. Каналы могут быть как публичными, так и приватными.

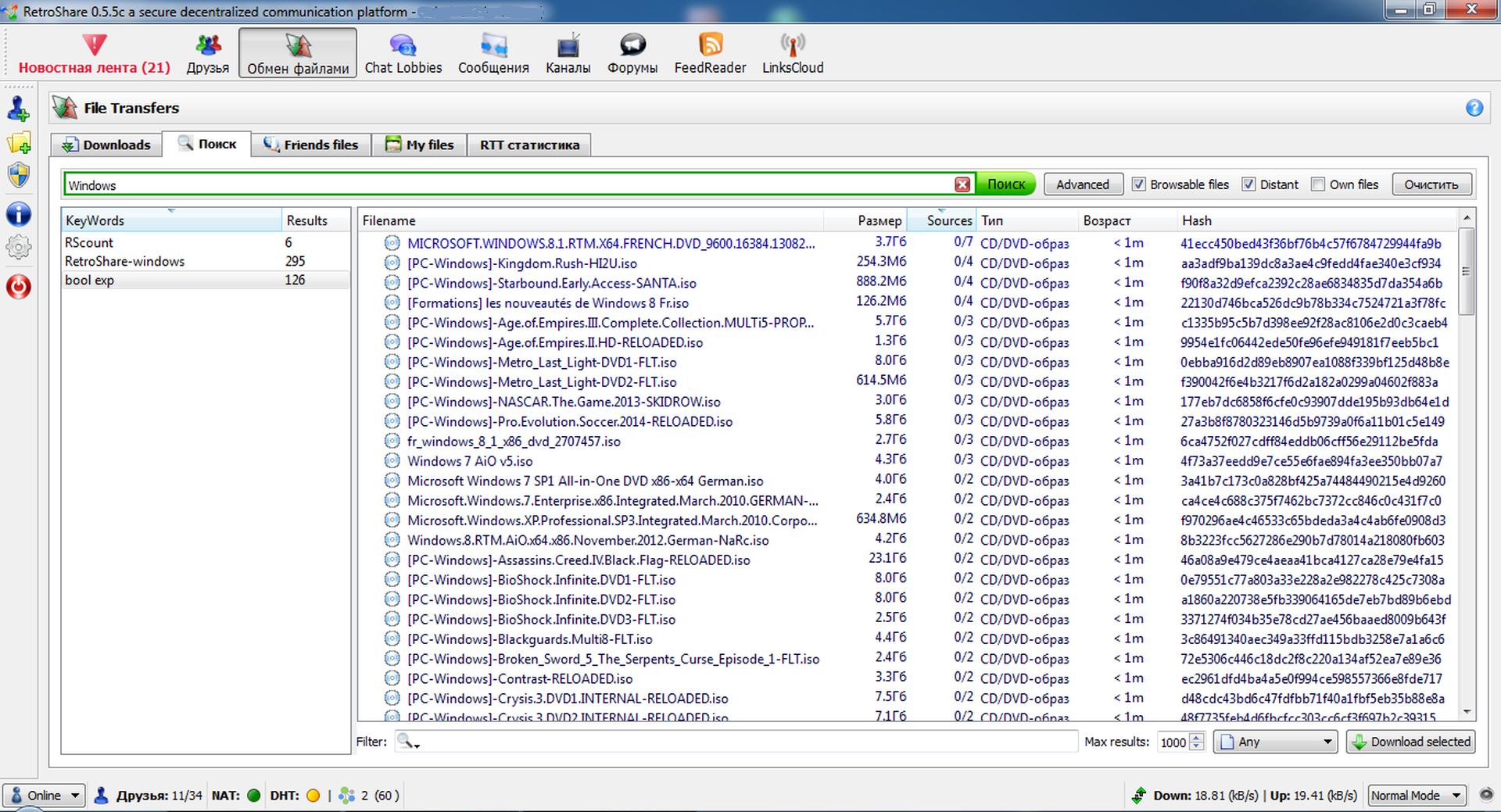
Поиск контента в криптоплатформе RetroShare

В случае публикации материала, содержащего большое количество файлов, RetroShare даёт возможность создавать так называемые коллекции. Коллекция — это xml-файл, содержащий структуру папок, имена файлов и их хэши. Никаких ограничений на количество файлов в коллекции не налагается. По скачиванию коллекции пользователь имеет возможность выбрать для скачивания все или только те файлы, которые ему необходимы.

## Интерфейс пользователя
Ядро RetroShare основано на базовой библиотеке, к которой подсоединяются два модуля пользовательского интерфейса: модуль командной строки, который не дает почти никакого контроля, и модуль графического интерфейса на Qt, более приятный большинству пользователей. В дополнение к популярным функциям другого ПО обмена файлами, таким как вкладки поиска и визуализация закачек, RetroShare дает возможность управлять своей сетью путём сбора дополнительной информации об узлах из доверенного окружения и отображения её в виде матрицы доверия или в виде динамического графа сети.

## Анонимность

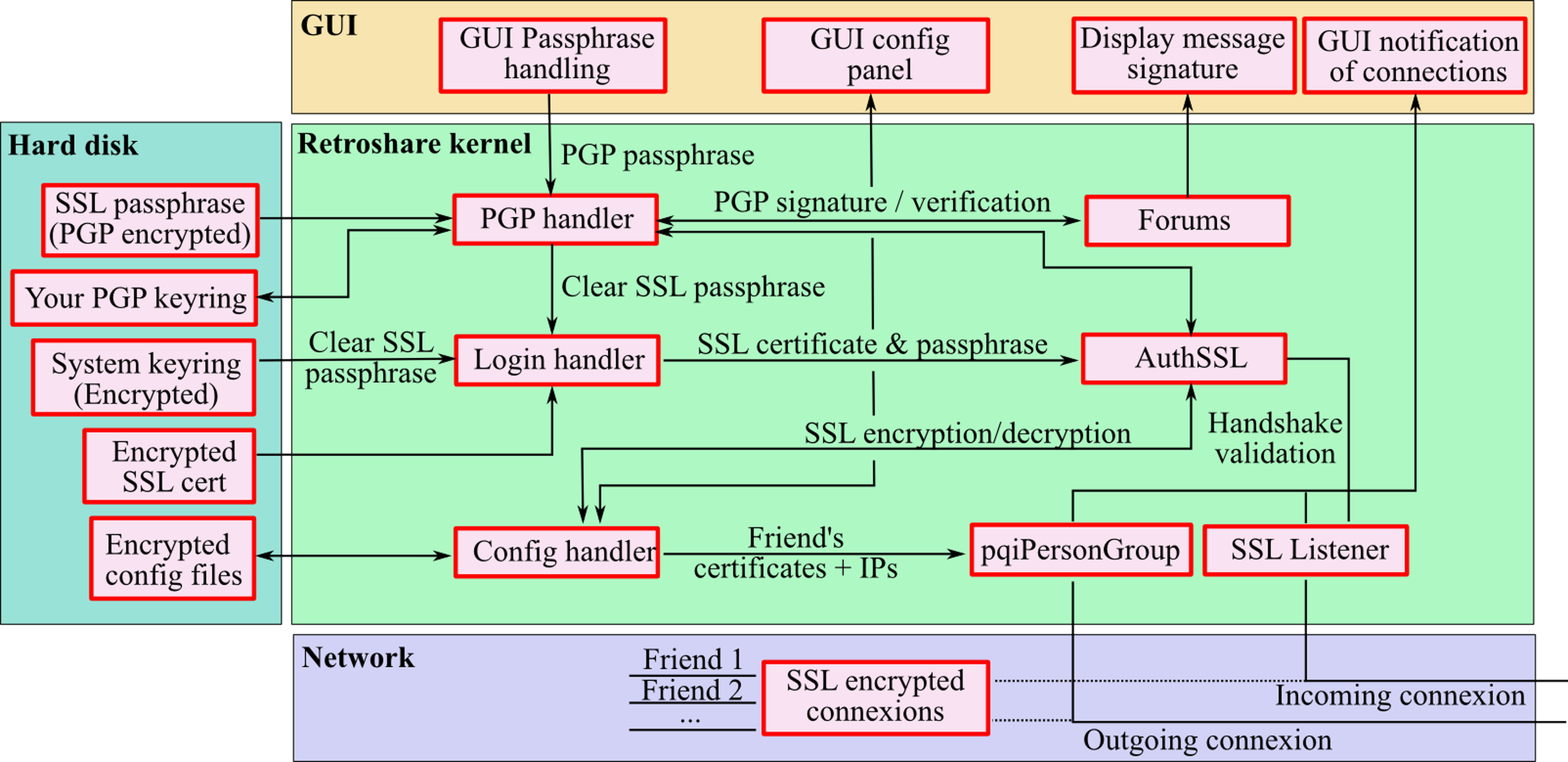
Внутренняя логика работы RetroShare

F2F-структура RetroShare сети затрудняет вторжение и делает почти невозможным мониторинг сети извне. Степень анонимности может быть улучшена деактивацией DHT и сервисов обмена IP-сертификатами, превращая таким образом сеть RetroShare в даркнет согласно классическому пониманию даркнета. Большая часть пользователей сети не соединены непосредственно друг с другом. Тем не менее, возможность анонимного обмена файлами существует, если она включена пользователем. Поиск, доступ, загрузка и скачивание таких файлов производится путём «маршрутизации» через ряд сетевых узлов. Это означает, что связь между источником данных (uploader) и получателем данных (downloader) является косвенной через промежуточные узлы. Узлы-посредники не могут определить как источник отправления и пункт назначения, так и осуществить мониторинг содержимого проходящих через них пакетов в силу того, что все пакеты подвергаются сильному шифрованию.

## Особенности
- Поиск друзей
- Поиск файлов
- Мгновенный обмен сообщениями
- Групповой чат
- Каналы наподобие IRC
- Анонимные/аутенфицированные форумы
- Поиск файлов через несколько точек (multi-hop)
- NAT-перфорация
- Сегментированная передача, как в BitTorrent
- Кроссплатформенный UI на Qt
- Локализация на 9 языках
- Анонимный обмен файлами с друзьями
- URL-схема общих файлов
- Полная децентрализация
- Дополнительная IP-локализация через Kademlia DHT
- Поддержка переадресации UPnP / NAT-PMP портов
- Обзор всех общих файлов
- Несколько одновременных загрузок / закачек
- Поддержка плагинов
- Голосовой чат через VoIP плагин
- Интеграция в панель задач
- Возобновление прерванной загрузки после выхода
- Добавление загрузок через веб-ссылки
- Обзор внутренней статистики маршрутизатора
- Мастер первоначальной настройки
- Автоматическая настройка портов маршрутизатора
- Открытый или анонимный обмен данными с друзьями

## История версий и будущее разработки
Шестого апреля 2014 г. выпущена версия 0.5.5c (сборка 7249) криптоплатформы с существенно улучшенной поддержкой различных локализаций интерфейса, в том числе и русской.
Обнаруженная 7 апреля 2014 г. серьёзная уязвимость в протоколе SSL/TLS под названием HeartBleed потребовала обновления библиотеки libssl. В результате 10 апреля 2014 г. выпущена версия платформы 0.5.5c (сборка 7261), включающая обновлённую версию 1.0.1g SSL/TLS.
Благодаря системе плагинов в криптоплатформе RetroShare имеется возможность задать дополнительную функциональность. На основе такого подхода могут быть реализованы бессерверная голосовая почта и видеочат, работа над которыми была инициирована в начале июля 2014 года. Ранее был реализован веб-интерфейс для удалённого управления программным обеспечением.
В сентябре 2014 г. ожидается выход новой версии 0.6 клиента, в основном призванной:
1. добавить в систему новую функциональность, — например, круги (RetroShare circles), wiki-страницы и система рейтингов, — что сделает платформу защищённой, полностью децентрализованной социальной сетью нового типа;
2. усовершенствовать структуру сертификата пользователя, увеличить длину публичного и приватного ключей по умолчанию;
3. оптимизировать обмен кэшем (General eXchange System — GXS), что существенно снизит требования к пропускной способности канала передачи данных и сделает более удобной работу пользователей, имеющих «узкий» канал.

По состоянию на 30 мая 2014 г. внутри дарк-сети RetroShare для тестирования выложена альфа-версия 0.6 клиента (сборка 7377).
Пятого июня 2014 года была обнаружена ещё одна уязвимость в библиотеке OpenSSL, связанная с возможностью осуществления атаки типа «человек посередине». Это потребовало оперативно обновить версию клиента до 0.5.5c (сборка 7401) с версией SSL/TLS 1.0.1h. На 6 июня 2014 г. данная версия платформы опубликована в сети RetroShare.
Очередная альфа-версия 0.6 криптоплатформы (сборка 7411) доступна пользователям для тестирования с 21 июня 2014 г. На следующий день, 22 июня 2014 г., был представлен клиент той же версии для визуальной библиотеки Qt 5.3 (сборка 7413). Оба варианта ПО доступны внутри сети RetroShare и на момент публикации воспользоваться ими могли лишь действующие участники сети.
По состоянию на декабрь 2014 г. основная часть пользователей криптоплатформы мигрировала в сеть на основе RetroShare 0.6 beta. Актуальные версии обновлённой платформы можно найти на странице новостей.
Апрель 2015 — реализована оффлайн-доставка сообщений. Сделана первая версия web-интерфейса. Ведутся работы над поддержкой IPv6.
Восьмого июня 2015 г. выпущен релиз-кандидат анонимной криптографической платформы RetroShare 0.6.0-RC (rev. 8401). Реализован новый механизм обмена данными, создано несколько новых сервисов, стала возможной работа через сеть Tor, функционирует голосовая и видеосвязь. Полный список новых возможностей можно посмотреть в блоге разработчиков. Несмотря на огромное количество новых возможностей, работы над дальнейшим совершенствованием платформы ведутся безостановочно.
На 1 июля 2017 года в тёмной сети:
- реализованы круги, обеспечивающие ограничение распространения контента внутри той или иной группы анонимных пользователей;
- реализован файлообмен на основе сквозного шифрования данных;
- создана система репутаций, предотвращающая случаи вандализма в форумах, каналах и сервисах публикаций;
- оптимизирован механизм обмена контентом между соседствующими узлами: каждый узел имеет возможность самостоятельно устанавливать период времени, в течение которого хранятся и синхронизируются сообщения;
- сервис электронной почты обеспечивает доставку сообщений любому анонимному пользователю, находящемуся в списке участников сети.

Отмечен большой приток пользователей из Китая. Пофайлово выложена гигантская fb2-библиотека: порядка 400 тыс. книг. Через поисковый сервис обнаруживается большой объём уникального контента.